# Liga Nacional Superior de Voleibol Femenino 2017-18
La Liga Nacional Superior de Voleibol del Perú (oficialmente Liga Nacional de Voleibol Femenino "Copa Movistar" por razones de patrocinio, es la máxima competición de este deporte en el Perú, siendo la edición 2017-2018, la decimosexta en su historia. Inició el 9 de diciembre de 2017 con el partido entre Regatas Lima y Sport Performance Volleyball. Su organización, control y desarrollo están a cargo de la Federación Peruana de Voleibol (FPV).

## Equipos participantes
| Club                                    | Ciudad   | Entrenador        |
| --------------------------------------- | -------- | ----------------- |
| Alianza Lima                            | Lima     | Carlos Aparicio   |
| Circolo Sportivo Italiano               | Lima     | Walter Lung       |
| Deportivo Alianza                       | Lima     | Byungtae Seo      |
| Géminis de Comas                        | Lima     | Marco Queiroga    |
| Jaamsa                                  | Lima     | Juan Carlos Gala  |
| Club de Regatas Lima (Campeón Defensor) | Lima     | Francisco Hervás  |
| Sport Performance Volleyball            | Callao   | Antonio Carrasco  |
| Sporting Cristal                        | Lima     | Martín Escudero   |
| Universidad César Vallejo               | Trujillo | Ernesto Despaigne |
| Universidad San Martín de Porres        | Lima     | Juan Diego García |

## Primera etapa
– Clasificados a la Segunda Etapa.      – Disputan Cuadrangular de Ascenso o Permanencia de la LNSV.

### Tabla de posiciones
| Pos. | Equipo                           | J | G | P | PTS |
| ---- | -------------------------------- | - | - | - | --- |
| 1    | Jaamsa                           | 9 | 9 | 0 | 23  |
| 2    | Universidad San Martín de Porres | 9 | 6 | 3 | 20  |
| 3    | Club de Regatas Lima             | 9 | 6 | 3 | 19  |
| 4    | Alianza Lima                     | 9 | 5 | 4 | 15  |
| 5    | Deportivo Alianza                | 9 | 5 | 4 | 12  |
| 6    | Géminis de Comas                 | 9 | 4 | 5 | 12  |
| 7    | Sporting Cristal                 | 9 | 4 | 5 | 11  |
| 8    | Circolo Sportivo Italiano        | 9 | 3 | 6 | 10  |
| 9    | Universidad César Vallejo        | 9 | 2 | 7 | 10  |
| 10   | Sport Performance Volleyball     | 9 | 1 | 8 | 3   |

### Resultados
- Sede: Coliseo Niño Héroe Manuel Bonilla

| Fecha | Hora  | Partido                          | Partido | Partido                          | Resultado | S1    | S2    | S3    | S4    | S5    | Total   |
| ----- | ----- | -------------------------------- | ------- | -------------------------------- | --------- | ----- | ----- | ----- | ----- | ----- | ------- |
| 09.12 | 04:00 | Club de Regatas Lima             | -       | Sport Performance Volleyball     | 3-0       | 25-23 | 25-22 | 25-18 | -     | -     | 75-63   |
| 09.12 | 06:00 | Alianza Lima                     | -       | Sporting Cristal                 | 2-3       | 18-25 | 25-13 | 22-25 | 25-17 | 13-15 | 103-95  |
| 10.12 | 04:00 | Universidad San Martín de Porres | -       | Deportivo Alianza                | 3-0       | 25-16 | 25-14 | 25-20 | -     | -     | 75-50   |
| 10.12 | 06:00 | Géminis de Comas                 | -       | Universidad César Vallejo        | 3-2       | 25-22 | 25-22 | 22-25 | 23-25 | 15-11 | 110-105 |
| 13.12 | 07:00 | Jaamsa                           | -       | Circolo Sportivo Italiano        | 3-0       | 25-19 | 25-20 | 25-16 | -     | -     | 75-55   |
| 13.12 | 08:30 | Club de Regatas Lima             | -       | Deportivo Alianza                | 2-3       | 25-20 | 25-19 | 22-25 | 22-25 | 11-15 | 105-104 |
| 16.12 | 04:00 | Universidad César Vallejo        | -       | Sport Performance Volleyball     | 3-0       | 25-21 | 25-21 | 25-18 | -     | -     | 75-60   |
| 16.12 | 06:00 | Universidad San Martín de Porres | -       | Sporting Cristal                 | 2-3       | 25-17 | 25-17 | 20-25 | 21-25 | 13-15 | 104-99  |
| 17.12 | 04:00 | Géminis de Comas                 | -       | Circolo Sportivo Italiano        | 3-1       | 26-28 | 25-20 | 25-21 | 25-20 | -     | 101-89  |
| 17.12 | 06:00 | Alianza Lima                     | -       | Jaamsa                           | 0-3       | 19-25 | 19-25 | 23-25 | -     | -     | 61-75   |
| 07.01 | 04:00 | Deportivo Alianza                | -       | Sporting Cristal                 | 3-1       | 26-28 | 25-18 | 25-20 | 25-23 | -     | 101-89  |
| 07.01 | 06:00 | Club de Regatas Lima             | -       | Universidad César Vallejo        | 3-0       | 25-20 | 25-22 | 25-17 | -     | -     | 75-59   |
| 12.01 | 07:00 | Sport Performance Volleyball     | -       | Circolo Sportivo Italiano        | 0-3       | 17-25 | 21-25 | 14-25 | -     | -     | 52-75   |
| 12.01 | 08:30 | Club de Regatas Lima             | -       | Sporting Cristal                 | 3-2       | 25-18 | 15-25 | 25-22 | 29-31 | 16-14 | 110-110 |
| 13.01 | 04:00 | Deportivo Alianza                | -       | Deportivo Jaamsa                 | 0-3       | 14-25 | 26-28 | 19-25 | -     | -     | 59-78   |
| 13.01 | 06:00 | Géminis de Comas                 | -       | Alianza Lima                     | 1-3       | 17-25 | 22-25 | 25-14 | 10-25 | -     | 74-89   |
| 14.01 | 04:00 | Universidad César Vallejo        | -       | Circolo Sportivo Italiano        | 2-3       | 20-25 | 25-21 | 18-25 | 25-20 | 11-15 | 99-106  |
| 14.01 | 06:00 | Sport Performance Volleyball     | -       | Universidad San Martín de Porres | 0-3       | 19-25 | 14-25 | 19-25 | -     | -     | 52-75   |
| 24.01 | 08:30 | Universidad San Martín de Porres | -       | Deportivo Jaamsa                 | 2-3       | 23-25 | 20-25 | 25-21 | 25-16 | 12-15 | 105-102 |
| 26.01 | 07:00 | Club de Regatas Lima             | -       | Circolo Sportivo Italiano        | 3-1       | 25-19 | 21-25 | 25-19 | 25-20 | -     | 96-83   |
| 26.01 | 08:30 | Sport Performance Volleyball     | -       | Alianza Lima                     | 1-3       | 17-25 | 26-28 | 25-23 | 18-25 | -     | 86-101  |
| 27.01 | 05:00 | Sporting Cristal                 | -       | Deportivo Jaamsa                 | 0-3       | 22-25 | 15-25 | 17-25 | -     | -     | 54-75   |
| 27.01 | 07:00 | Universidad San Martín de Porres | -       | Géminis de Comas                 | 3-2       | 25-13 | 25-20 | 24-26 | 21-25 | 15-12 | 110-96  |
| 28.01 | 04:00 | Deportivo Alianza                | -       | Sport Performance Volleyball     | 2-3       | 17-25 | 25-17 | 25-15 | 23-25 | 9-15  | 99-97   |
| 28.01 | 06:00 | Universidad César Vallejo        | -       | Alianza Lima                     | 1-3       | 19-25 | 23-25 | 25-18 | 15-25 | -     | 82-93   |
| 31.01 | 08:30 | Sporting Cristal                 | -       | Géminis de Comas                 | 2-3       | 25-19 | 20-25 | 25-21 | 18-25 | 8-15  | 96-105  |
| 02.01 | 07:00 | Club de Regatas Lima             | -       | Deportivo Jaamsa                 | 2-3       | 25-19 | 22-25 | 18-25 | 28-26 | 5-15  | 98-110  |
| 02.01 | 08:30 | Circolo Sportivo Italiano        | -       | Alianza Lima                     | 3-1       | 25-20 | 24-26 | 25-19 | 25-23 | -     | 99-88   |
| 03.01 | 04:00 | Universidad César Vallejo        | -       | Universidad San Martín de Porres | 0-3       | 22-25 | 14-25 | 17-25 | -     | -     | 53-75   |
| 03.01 | 06:00 | Sporting Cristal                 | -       | Sport Performance Volleyball     | 3-1       | 25-23 | 27-29 | 25-15 | 25-23 | -     | 102-90  |
| 04.01 | 04:00 | Deportivo Alianza                | -       | Géminis de Comas                 | 3 -2      | 10-25 | 25-21 | 17-25 | 27-25 | 15-13 | 94-109  |
| 04.01 | 06:00 | Club de Regatas Lima             | -       | Alianza Lima                     | 3-1       | 25-22 | 19-25 | 26-24 | 25-17 | -     | 95-88   |
| 07.02 | 07:00 | Deportivo Jaamsa                 | -       | Sport Performance Volleyball     | 3-0       | 25-23 | 25-11 | 25-19 | -     | -     | 75-53   |
| 09.02 | 07:00 | Circolo Sportivo Italiano        | -       | Universidad San Martín de Porres | 0-3       | 14-25 | 18-25 | 22-25 | -     | -     | 54-75   |
| 10.02 | 04:00 | Sporting Cristal                 | -       | Universidad César Vallejo        | 1-3       | 24-26 | 18-25 | 25-18 | 22-25 | -     | 89-94   |
| 10.02 | 06:00 | Deportivo Jaamsa                 | -       | Géminis de Comas                 | 3-2       | 19-25 | 25-21 | 19-25 | 25-22 | 15-9  | 103-102 |
| 11.02 | 04:00 | Alianza Lima                     | -       | Deportivo Alianza                | 3-0       | 25-19 | 25-19 | 25-21 | -     | -     | 75-59   |
| 11.02 | 06:00 | Club de Regatas Lima             | -       | Universidad San Martín de Porres | 0-3       | 23-25 | 21-25 | 18-25 | -     | -     | 62-75   |
| 15.02 | 07:00 | Club de Regatas Lima             | -       | Géminis de Comas                 | 3-0       | 25-21 | 25-23 | 25-19 | -     | -     | 75-63   |
| 16.02 | 07:00 | Universidad César Vallejo        | -       | Deportivo Alianza                | 2-3       | 21-25 | 25-21 | 25-17 | 17-25 | 11-15 | 99-103  |
| 16.02 | 08:30 | Circolo Sportivo Italiano        | -       | Sporting Cristal                 | 2-3       | 25-22 | 25-21 | 22-25 | 12-25 | 11-15 | 95-108  |
| 17.02 | 05:00 | Deportivo Jaamsa                 | -       | Universidad César Vallejo        | 3-2       | 25-12 | 17-25 | 19-25 | 25-6  | 15-10 | 101-78  |
| 17.02 | 07:00 | Géminis de Comas                 | -       | Sport Performance Volleyball     | 3-2       | 23-25 | 25-18 | 25-21 | 21-25 | 15-8  | 109-97  |
| 18.02 | 04:00 | Circolo Sportivo Italiano        | -       | Deportivo Alianza                | 2-3       | 25-17 | 21-25 | 22-25 | 25-17 | 13-15 | 106-99  |
| 18.02 | 06:00 | Alianza Lima                     | -       | Universidad San Martín de Porres | 3-2       | 21-25 | 24-26 | 25-17 | 26-24 | 15-8  | 111-100 |

## Segunda etapa
En la segunda etapa, los ocho clasificados se están enfrentando nuevamente en una liguilla o round-robin empezando con el puntaje acumulado durante la etapa anterior. Las posiciones finales de cada equipo al finalizar esta instancia permitirán armar los enfrentamientos en la tercera etapa o Ronda Final.
- Primer lugar       vs.       Octavo lugar
- Segundo lugar      vs.       Séptimo lugar
- Tercer lugar       vs.       Sexto lugar
- Cuarto lugar       vs.       Quinto lugar

### Tabla de posiciones
| Pos. | Equipo                           | J  | G  | P  | PTS |
| ---- | -------------------------------- | -- | -- | -- | --- |
| 1    | Deportivo Jaamsa                 | 16 | 14 | 2  | 37  |
| 2    | Club de Regatas Lima             | 16 | 11 | 5  | 35  |
| 3    | Universidad San Martín de Porres | 16 | 11 | 5  | 32  |
| 4    | Alianza Lima                     | 16 | 9  | 7  | 26  |
| 5    | Géminis de Comas                 | 16 | 7  | 9  | 22  |
| 6    | Sporting Cristal                 | 16 | 7  | 9  | 22  |
| 7    | Deportivo Alianza                | 16 | 7  | 9  | 18  |
| 8    | Circolo Sportivo Italiano        | 16 | 4  | 12 | 14  |

### Resultados
- Sede: Coliseo Niño Héroe Manuel Bonilla

| Fecha | Hora  | Partido                          | Partido | Partido                          | Resultado | S1    | S2    | S3    | S4    | S5    | Total   |
| ----- | ----- | -------------------------------- | ------- | -------------------------------- | --------- | ----- | ----- | ----- | ----- | ----- | ------- |
| 09.03 | 07:00 | Club de Regatas Lima             | -       | Géminis de Comas                 | 3-0       | 25-20 | 25-13 | 25-23 | -     | -     | 75-56   |
| 09.03 | 08:30 | Deportivo Jaamsa                 | -       | Circolo Sportivo Italiano        | 3-1       | 25-17 | 25-16 | 23-25 | 25-16 | -     | 98-74   |
| 10.03 | 04:00 | Universidad San Martín de Porres | -       | Sporting Cristal                 | 3-2       | 20-25 | 21-25 | 25-20 | 25-19 | 15-12 | 106-101 |
| 10.03 | 06:00 | Alianza Lima                     | -       | Deportivo Alianza                | 3-0       | 30-28 | 25-13 | 25-11 | -     | -     | 80-52   |
| 11.03 | 04:00 | Circolo Sportivo Italiano        | -       | Géminis de Comas                 | 2-3       | 22-25 | 25-16 | 30-32 | 25-21 | 13-15 | 115-109 |
| 11.03 | 06:00 | Sporting Cristal                 | -       | Deportivo Jaamsa                 | 2-3       | 18-25 | 16-25 | 25-20 | 25-12 | 11-15 | 95-97   |
| 15.03 | 07:00 | Club de Regatas Lima             | -       | Alianza Lima                     | 3-1       | 23-25 | 30-28 | 25-18 | 25-16 | -     | 103-87  |
| 15.03 | 08:30 | Universidad San Martín de Porres | -       | Deportivo Alianza                | 1-3       | 25-17 | 21-25 | 18-25 | 24-26 | -     | 64-93   |
| 16.03 | 07:00 | Deportivo Jaamsa                 | -       | Géminis de Comas                 | 3-0       | 25-19 | 25-22 | 25-20 | -     | -     | 75-61   |
| 16.03 | 08:30 | Sporting Cristal                 | -       | Deportivo Alianza                | 3-1       | 25-11 | 25-15 | 24-26 | 25-10 | -     | 99-62   |
| 17.03 | 04:00 | Circolo Sportivo Italiano        | -       | Alianza Lima                     | 2-3       | 19-25 | 25-20 | 25-22 | 17-25 | 11-15 | 97-107  |
| 17.03 | 06:00 | Universidad San Martín de Porres | -       | Club de Regatas Lima             | 0-3       | 19-25 | 17-25 | 12-25 | -     | -     | 48-75   |
| 18.03 | 04:00 | Deportivo Alianza                | -       | Deportivo Jaamsa                 | 3-2       | 17-25 | 25-22 | 25-17 | 7-25  | 15-12 | 89-101  |
| 18.03 | 06:00 | Géminis de Comas                 | -       | Alianza Lima                     | 2-3       | 25-21 | 28-30 | 25-22 | 17-25 | 10-15 | 105-113 |
| 22.03 | 07:00 | Sporting Cristal                 | -       | Club de Regatas Lima             | 3-0       | 25-19 | 25-16 | 25-18 | -     | -     | 75-53   |
| 22.03 | 08:30 | Circolo Sportivo Italiano        | -       | Universidad San Martín de Porres | 1-3       | 14-25 | 25-22 | 23-25 | 13-25 | -     | 75-97   |
| 24.03 | 04:00 | Deportivo Alianza                | -       | Club de Regatas Lima             | 0-3       | 15-25 | 19-25 | 20-25 | -     | -     | 54-75   |
| 24.03 | 06:00 | Deportivo Jaamsa                 | -       | Alianza Lima                     | 3-1       | 25-19 | 19-25 | 25-21 | 25-19 | -     | 94-84   |
| 25.03 | 04:00 | Géminis de Comas                 | -       | Universidad San Martín de Porres | 2-3       | 21-25 | 25-21 | 18-25 | 27-25 | 6-15  | 97-111  |
| 25.03 | 06:00 | Sporting Cristal                 | -       | Circolo Sportivo Italiano        | 3-1       | 17-25 | 25-23 | 25-20 | 25-20 | -     | 92-88   |
| 28.03 | 07:00 | Géminis de Comas                 | -       | Sporting Cristal                 | 3-0       | 25-20 | 25-21 | 25-19 | -     | -     | 75-60   |
| 28.03 | 08:30 | Deportivo Alianza                | -       | Circolo Sportivo Italiano        | 2-3       | 25-23 | 25-19 | 23-25 | 31-33 | 10-15 | 114-115 |
| 01.04 | 04:00 | Club de Regatas Lima             | -       | Deportivo Jaamsa                 | 2-3       | 25-19 | 24-26 | 25-27 | 25-20 | 9-15  | 108-107 |
| 01.04 | 06:00 | Alianza Lima                     | -       | Universidad San Martín de Porres | 2-3       | 25-23 | 22-25 | 25-18 | 21-25 | 12-15 | 105-106 |
| 03.04 | 07:30 | Alianza Lima                     | -       | Sporting Cristal                 | 3-0       | 25-20 | 25-18 | 25-16 | -     | -     | 75-54   |
| 03.04 | 08:30 | Deportivo Alianza                | -       | Géminis de Comas                 | 0-3       | 24-26 | 22-25 | 14-25 | -     | -     | 62-76   |
| 04.04 | 07:30 | Deportivo Jaamsa                 | -       | Universidad San Martín de Porres | 0-3       | 18-25 | 15-25 | 14-25 | -     | -     | 47-75   |
| 04.04 | 08:30 | Club de Regatas Lima             | -       | Circolo Sportivo Italiano        | 3-1       | 25-22 | 25-17 | 23-25 | 25-11 | -     | 98-75   |

## Tercera Etapa (Ronda Final)
|  | Cuartos de final                                        | Cuartos de final                                        |                                  |                      | Semifinales                                         | Semifinales                                         |              |                  | Final                                                   | Final                                                   |  |
|  | Del 6 al 15 de abril, Coliseo Niño Héroe Manuel Bonilla | Del 6 al 15 de abril, Coliseo Niño Héroe Manuel Bonilla |                                  |                      | 20 y 21 de abril, Coliseo Niño Héroe Manuel Bonilla | 20 y 21 de abril, Coliseo Niño Héroe Manuel Bonilla |              |                  | 27, 28 y 29 de abril, Coliseo Niño Héroe Manuel Bonilla | 27, 28 y 29 de abril, Coliseo Niño Héroe Manuel Bonilla |  |
|  |                                                         |                                                         |                                  |                      |                                                     |                                                     |              |                  |                                                         |                                                         |  |
|  |                                                         |                                                         |                                  |                      |                                                     |                                                     |              |                  |                                                         |                                                         |  |
|  | Deportivo Jaamsa                                        | 2                                                       |                                  |                      |                                                     |                                                     |              |                  |                                                         |                                                         |  |
|  | Deportivo Jaamsa                                        | 2                                                       |                                  |                      |                                                     |                                                     |              |                  |                                                         |                                                         |  |
|  | Circolo Sportivo Italiano                               | 1                                                       |                                  |                      |                                                     |                                                     |              |                  |                                                         |                                                         |  |
|  | Circolo Sportivo Italiano                               | 1                                                       |                                  | Deportivo Jaamsa     | 2                                                   |                                                     |              |                  |                                                         |                                                         |  |
|  |                                                         |                                                         |                                  | Deportivo Jaamsa     | 2                                                   |                                                     |              |                  |                                                         |                                                         |  |
|  |                                                         |                                                         | Alianza Lima                     | 0                    |                                                     |                                                     |              |                  |                                                         |                                                         |  |
|  | Alianza Lima                                            | 2                                                       | Alianza Lima                     | 0                    |                                                     |                                                     |              |                  |                                                         |                                                         |  |
|  | Alianza Lima                                            | 2                                                       |                                  |                      |                                                     |                                                     |              |                  |                                                         |                                                         |  |
|  | Géminis de Comas                                        | 1                                                       |                                  |                      |                                                     |                                                     |              |                  |                                                         |                                                         |  |
|  | Géminis de Comas                                        | 1                                                       |                                  |                      |                                                     |                                                     |              | Deportivo Jaamsa | 1                                                       |                                                         |  |
|  |                                                         |                                                         |                                  |                      |                                                     |                                                     |              | Deportivo Jaamsa | 1                                                       |                                                         |  |
|  |                                                         |                                                         | Universidad San Martín de Porres | 2                    |                                                     |                                                     |              |                  |                                                         |                                                         |  |
|  | Club de Regatas Lima                                    | 2                                                       | Universidad San Martín de Porres | 2                    |                                                     |                                                     |              |                  |                                                         |                                                         |  |
|  | Club de Regatas Lima                                    | 2                                                       |                                  |                      |                                                     |                                                     |              |                  |                                                         |                                                         |  |
|  | Deportivo Alianza                                       | 1                                                       |                                  |                      |                                                     |                                                     |              |                  |                                                         |                                                         |  |
|  | Deportivo Alianza                                       | 1                                                       |                                  | Club de Regatas Lima | 0                                                   |                                                     |              | Tercer lugar     | Tercer lugar                                            |                                                         |  |
|  |                                                         |                                                         |                                  | Club de Regatas Lima | 0                                                   |                                                     |              | Tercer lugar     | Tercer lugar                                            |                                                         |  |
|  |                                                         |                                                         | Universidad San Martín de Porres | 2                    |                                                     |                                                     |              |                  |                                                         |                                                         |  |
|  | Universidad San Martín de Porres                        | 2                                                       | Universidad San Martín de Porres | 2                    |                                                     |                                                     | Alianza Lima | 1                |                                                         |                                                         |  |
|  | Universidad San Martín de Porres                        | 2                                                       |                                  |                      |                                                     |                                                     | Alianza Lima | 1                |                                                         |                                                         |  |
|  | Sporting Cristal                                        | 0                                                       |                                  |                      |                                                     |                                                     |              |                  | Club de Regatas Lima                                    | 2                                                       |  |
|  | Sporting Cristal                                        | 0                                                       |                                  |                      |                                                     |                                                     |              |                  | Club de Regatas Lima                                    | 2                                                       |  |
|  |                                                         |                                                         |                                  |                      |                                                     |                                                     |              |                  |                                                         |                                                         |  |

- Nota: Tras la Resolución Nro 005- 2018 dictada por el Comité de Control de la LNSV, en la que invalida el resultado del miércoles 11 de abril a favor del Club de Regatas Lima por 3-2 (25-19, 25-13, 23-25, 22-25, 20-18) y da como ganador a Deportivo Alianza. En la referida resolución se dispone que el campeón defensor (Regatas Lima) y Deportivo Alianza se enfrentarán en extragame por su pase a la siguiente ronda.

### Cuartos de final

#### Llave 1
- Coliseo Niño Héroe Manuel Bonilla

| Fecha | Hora  | Partido    | Partido          | Partido | Partido                   | Resultado | S1    | S2    | S3    | S4    | S5 | Total |
| ----- | ----- | ---------- | ---------------- | ------- | ------------------------- | --------- | ----- | ----- | ----- | ----- | -- | ----- |
| 06.04 | 08:30 | IDA        | Deportivo Jaamsa | -       | Circolo Sportivo Italiano | 3-1       | 25-12 | 23-25 | 25-20 | 25-18 | -  | 98-75 |
| 08.04 | 04:00 | VUELTA     | Deportivo Jaamsa | -       | Circolo Sportivo Italiano | 0-3       | 23-25 | 19-25 | 14-25 | -     | -  | 56-75 |
| 15.04 | 04:00 | EXTRA GAME | Deportivo Jaamsa | -       | Circolo Sportivo Italiano | 3-1       | 25-15 | 22-25 | 25-18 | 26-24 | -  | 88-82 |

#### Llave 2
- Coliseo Niño Héroe Manuel Bonilla

| Fecha | Hora  | Partido    | Partido              | Partido | Partido           | Resultado | S1    | S2    | S3    | S4    | S5    | Total   |
| ----- | ----- | ---------- | -------------------- | ------- | ----------------- | --------- | ----- | ----- | ----- | ----- | ----- | ------- |
| 07.04 | 04:00 | IDA        | Club de Regatas Lima | -       | Deportivo Alianza | 3-0       | 25-21 | 25-19 | 25-20 | -     | -     | 75-60   |
| 11.04 | 07:00 | VUELTA     | Club de Regatas Lima | -       | Deportivo Alianza | 0-3       | 0-25  | 0-25  | 0-25  | -     | -     | 0-75    |
| 15.04 | 02:00 | EXTRA GAME | Club de Regatas Lima | -       | Deportivo Alianza | 3-2       | 25-22 | 23-25 | 23-25 | 25-23 | 15-11 | 111-106 |

#### Llave 3
- Coliseo Niño Héroe Manuel Bonilla

| Fecha | Hora  | Partido | Partido                          | Partido | Partido          | Resultado | S1    | S2    | S3    | S4    | S5   | Total  |
| ----- | ----- | ------- | -------------------------------- | ------- | ---------------- | --------- | ----- | ----- | ----- | ----- | ---- | ------ |
| 07.04 | 06:00 | IDA     | Universidad San Martín de Porres | -       | Sporting Cristal | 3-2       | 25-18 | 15-25 | 25-14 | 20-25 | 15-8 | 100-90 |
| 11.04 | 08:30 | VUELTA  | Universidad San Martín de Porres | -       | Sporting Cristal | 3-1       | 25-19 | 15-25 | 25-21 | 25-23 | -    | 90-88  |

#### Llave 4
- Coliseo Niño Héroe Manuel Bonilla

| Fecha | Hora  | Partido    | Partido      | Partido | Partido          | Resultado | S1    | S2    | S3    | S4    | S5    | Total   |
| ----- | ----- | ---------- | ------------ | ------- | ---------------- | --------- | ----- | ----- | ----- | ----- | ----- | ------- |
| 06.04 | 07:00 | IDA        | Alianza Lima | -       | Géminis de Comas | 3-2       | 23-25 | 28-30 | 25-17 | 26-24 | 15-13 | 117-109 |
| 08.04 | 06:00 | VUELTA     | Alianza Lima | -       | Géminis de Comas | 0-3       | 20-25 | 23-25 | 15-25 | -     | -     | 58-75   |
| 15.04 | 06:00 | EXTRA GAME | Alianza Lima | -       | Géminis de Comas | 3-2       | 25-19 | 25-17 | 26-28 | 18-25 | 15-10 | 109-99  |

### Semifinal

#### Partidos de ida
- Coliseo Niño Héroe Manuel Bonilla

| Fecha | Hora  | Partido              | Partido | Partido                          | Resultado | S1    | S2    | S3    | S4    | S5    | Total   |
| ----- | ----- | -------------------- | ------- | -------------------------------- | --------- | ----- | ----- | ----- | ----- | ----- | ------- |
| 20.04 | 07:00 | Deportivo Jaamsa     | -       | Alianza Lima                     | 3-2       | 22-25 | 25-22 | 21-25 | 25-21 | 15-11 | 108-104 |
| 20.04 | 08:30 | Club de Regatas Lima | -       | Universidad San Martín de Porres | 0-3       | 16-25 | 22-25 | 19-25 | -     | -     | 57-75   |

#### Partidos de vuelta
- Coliseo Niño Héroe Manuel Bonilla

| Fecha | Hora  | Partido              | Partido | Partido                          | Resultado | S1    | S2    | S3    | S4 | S5 | Total |
| ----- | ----- | -------------------- | ------- | -------------------------------- | --------- | ----- | ----- | ----- | -- | -- | ----- |
| 21.04 | 04:00 | Deportivo Jaamsa     | -       | Alianza Lima                     | 3-0       | 27-25 | 25-18 | 25-23 | -  | -  | 77-66 |
| 21.04 | 06:00 | Club de Regatas Lima | -       | Universidad San Martín de Porres | 0-3       | 23-25 | 23-25 | 16-25 | -  | -  | 62-75 |

### Tercer lugar
- Sede: Coliseo Niño Héroe Manuel Bonilla

| Fecha | Hora  | Partido    | Partido      | Partido | Partido              | Resultado | S1    | S2    | S3    | S4    | S5    | Total   |
| ----- | ----- | ---------- | ------------ | ------- | -------------------- | --------- | ----- | ----- | ----- | ----- | ----- | ------- |
| 27.04 | 07:00 | IDA        | Alianza Lima | -       | Club de Regatas Lima | 3-1       | 25-22 | 25-22 | 15-25 | 25-15 | -     | 90-84   |
| 28.04 | 04:00 | VUELTA     | Alianza Lima | -       | Club de Regatas Lima | 0-3       | 28-30 | 22-25 | 21-25 | -     | -     | 71-80   |
| 29.04 | 04:00 | EXTRA GAME | Alianza Lima | -       | Club de Regatas Lima | 2-3       | 27-29 | 21-25 | 25-22 | 25-23 | 11-15 | 109-116 |

### Final
- Sede: Coliseo Niño Héroe Manuel Bonilla

| Fecha | Hora  | Partido    | Partido          | Partido | Partido                          | Resultado | S1    | S2    | S3    | S4    | S5 | Total  |
| ----- | ----- | ---------- | ---------------- | ------- | -------------------------------- | --------- | ----- | ----- | ----- | ----- | -- | ------ |
| 27.04 | 08:30 | IDA        | Deportivo Jaamsa | -       | Universidad San Martín de Porres | 3-0       | 25-14 | 25-20 | 25-23 | -     | -  | 75-57  |
| 28.04 | 06:00 | VUELTA     | Deportivo Jaamsa | -       | Universidad San Martín de Porres | 1-3       | 25-21 | 21-25 | 21-25 | 19-25 | -  | 86-96  |
| 29.04 | 06:00 | EXTRA GAME | Deportivo Jaamsa | -       | Universidad San Martín de Porres | 1-3       | 25-22 | 19-25 | 23-25 | 28-30 | -  | 95-102 |

## Posición Final
|  | Representa al Perú en el Sudamericano de Clubes 2019 |

| Pos.              | Equipo                           |
| ----------------- | -------------------------------- |
| Medalla de oro    | Universidad San Martín de Porres |
| Medalla de plata  | Deportivo Jaamsa                 |
| Medalla de bronce | Club de Regatas Lima             |
| 4                 | Alianza Lima                     |
| 5                 | Géminis de Comas                 |
| 6                 | Sporting Cristal                 |
| 7                 | Deportivo Alianza                |
| 8                 | Circolo Sportivo Italiano        |
| 9                 | Universidad César Vallejo        |
| 10                | Sport Performance Volleyball     |

| Campeón de la Liga Peruana                 |
| ------------------------------------------ |
| Universidad San Martín de Porres 4º título |

## Equipo Estrella
- Mayor Anotadora
  -  Daniela Uribe -  Alianza Lima
- 2da Mayor Anotadora
  -  Sulian Matienzo -  Deportivo Jaamsa
- 3ra Mayor Anotadora
  -  Allison Mayfield -  Universidad San Martín de Porres
- Mejor Central
  -  Alicia Perrin -  Universidad San Martín de Porres
- 2da Mejor Central
  -  Neira Ortiz -  Alianza Lima
- Mejor Punta
  -  Sulian Matienzo -  Deportivo Jaamsa
- 2da Mejor Punta
  -  Andreína Ruiz -  Alianza Lima
- Mejor Opuesta
  -  Regla Gracia -  Deportivo Jaamsa
- 2da Mejor Opuesta
  -  Daniela Uribe -  Alianza Lima
- Mejor Armadora
  -  Zaira Manzo -  Deportivo Jaamsa
- 2da Mejor Armadora
  -  Shiamara Almeida -  Alianza Lima
- Mejor Libero
  -  Mirian Patiño -  Regatas Lima
- 2da Mejor Libero
  -  Janice Torres -  Universidad San Martín de Porres
- Mejor Servicio
  -  Mabel Olemar -  Deportivo Jaamsa
- 2da Mejor Servicio
  -  Angelica Aquino -  Regatas Lima